# Gustav Holm
Gustav Holm (9 marzo 1892 – 27 aprile 1971) è stato un calciatore norvegese, di ruolo portiere.

## Carriera

### Club
Holm giocò con la maglia del Ready.

### Nazionale
Conta 2 presenze per la Norvegia. Esordì il 3 settembre 1912, nella sconfitta per 4-2 contro la Svezia.